# بانوراما (برنامج تلفزيوني بريطاني)
بانوراما هو برنامج وثائقي للشؤون الجارية في المملكة المتحدة يبث على هيئة الإذاعة البريطانية (BBC). بث لأول مرة في عام 1953، وهو أطول برنامج إخباري تلفزيوني في العالم.
قدم برنامج بانوراما من قبل العديد من مقدمي البرامج المعروفين في هيئة الإذاعة البريطانية (BBC)، بما في ذلك ريتشارد ديمبلبي، وروبن داي، وديفيد ديمبلبي، وجيريمي فين. اعتبارًا من 2022 بث في وقت الذروة على قناة بي بي سي ون، بدون مقدم منتظم. ويتم بث البرنامج أيضًا عالميًا من خلال لقناة بي بي سي ورلد نيوز في العديد من البلدان، ومحليًا عبر البث في المملكة المتحدة.

## تاريخ
إطلق برنامج بانوراما في 11 نوفمبر 1953 من قبل هيئة الإذاعة البريطانية (BBC)؛ وهو يركز على الصحافة الاستقصائية. كان مراسل صحيفة الديلي ميل بات مورفي هو المقدم الأصلي للبرنامج، والذي لم يستمر سوى لحلقة واحدة بعد أن قام ببث مشكلة فنية عن طريق الخطأ. ثم تولى ماكس روبرتسون المسؤولية لمدة عام. كان البرنامج في الأصل عبارة عن مجلة ويتضمن ميزات فنية.
في سبتمبر 1955، عندما تولى ريتشارد ديمبلبي منصب المقدم، حصل البرنامج على عنوان فرعي نافذة على العالم. وقد قدم العرض حتى وفاته في عام 1965.
قدم ابنه ديفيد ديمبلبي البرنامج لاحقًا في 11 نوفمبر 1974، الذكرى السنوية الحادية والعشرين للبرنامج. ومن بين المقدمين السابقين الآخرين: السير روبن داي، والسير لودوفيك كينيدي، والسير تشارلز ويلر، وجيريمي فين. في 13 ديسمبر 2010، إعلن عن إعادة إطلاق البرنامج خلال العام الجديد بدون مقدم منتظم.

### الإصدارات الدولية
تشكل بانوراما مثالاً لسلسلة المجلات الألمانية التي تحمل نفس الاسم، والتي تنتجها إذاعة نوردويتشر روندفونك، وتبثها إذاعة القناة الألمانية الأولى. بدأ برنامج بانوراما هناك في عام 1961 وهو أحد البرامج الرائدة في مجال المجلات السياسية.

### موسيقى الموضوع
كانت الموسيقى التصويرية الأصلية مقتطفًا من بيلياس وميليساند لسيبيليوس، تأليف لروبرت فارنون بعنوان "الافتتاحيات والنهايات". منذ عام 1968، استخدم مقتطف من السيمفونية رقم 1 لراشمانينوف في ري مينور، تبع ذلك في عام 1971 تعديل لأغنية فرانسيس لاي Aujourd'hui C'est Toi ("اليوم أنت"). رتبت أحدث نسخة في عام 2023 بواسطة بوجان أنديك.

## البرامج البارزة

### مسكالين
في عام 1955، قام برنامج بانوراما بتصوير كريستوفر مايوه وهو يتناول الميسكالين تحت إشراف طبي. لم يبث البرنامج الناتج أبدًا، على الرغم من نشر اللقطات والنصوص لاحقًا.

### شجرة السباغيتي
بثت قناة بانوراما فيلمًا شهيرًا عن خدعة حصاد محصول السباغيتي في يوم كذبة أبريل عام 1957.

### سلفادور دالي
في الرابع من مايو عام 1955، تحدث مالكولم موغيريدج مع سلفادور دالي، الفنان السريالي الإسباني.

### ميل ماجي النضالي
في يناير 1984، بثت قناة بانوراما حلقة ادعت أن ثلاثة نواب محافظين (نيل هاميلتون، هارفي بروكتور، جيرالد هوارث) لديهم روابط بمنظمات اليمين المتطرف في بريطانيا وفي القارة.
استند البرنامج إلى تقرير داخلي لحزب المحافظين أعده فيل بيدلي، رئيس حزب المحافظين الشباب. وأكدت بانوراما وضعها مع نائب رئيس حزب المحافظين الكبير. تم تقديم التقرير رسميًا إلى الحزب في الأسبوع الذي سبق بث البرنامج. أثناء إعداد البرنامج، باءت محاولات الاتصال ببعض النواب المعينين للتعليق بالفشل. (وصفت زوجة هاملتون كريستين لاحقًا كيف "ابتكرت أنا ونيل طريقة للتأكد من أن موظفي بانوراما لن يكونوا في وضع يسمح لهم بالقول إن نيل رفض التحدث"). تم فحص البرنامج قبل بثه من قبل محامي هيئة الإذاعة البريطانية، ورئيس الشؤون الحالية في التلفزيون، والمساعد الرئيسي للمدير العام، مارجريت دوغلاس.
قام اثنان من أعضاء البرلمان المذكورين في البرنامج (هاميلتون وهاورث) برفع دعوى قضائية ضد هيئة الإذاعة البريطانية وصانعي البرنامج. قام المدير العام، ألاسدير ميلن، بمراجعة المشورة القانونية الخاصة بهيئة الإذاعة البريطانية، ونصيحة مساعده الرئيسي، وأعلن أن البرنامج "قوي كالصخر". كما أعطى مجلس المحافظين (الرئيس ستيوارت يونج) دعمه للدفاع عن البرنامج في المحكمة. توفي ستيوارت يونج في أغسطس 1986، قبل شهرين من بدء قضية التشهير ضد بانوراما للمحاكمة. تم تعيين رئيس جديد، مارماديوك هاسي، لكنه لم يصل رسميًا إلى هيئة الإذاعة البريطانية عندما بدأت المحاكمة في 13 أكتوبر 1986. ومع ذلك، تحدث هاسي مع محامي هيئة الإذاعة البريطانية، تشارلز جراي. يقول هاسي في مذكراته أن "جراي اعتقد أنه من غير المرجح أن تفوز هيئة الإذاعة البريطانية". ينفي السير تشارلز جراي هذا التصريح، قائلاً: "لقد اعتقدت أنا وزميلي الأصغر سناً أن القضية قابلة للربح". وقد خصصت الأيام الأربعة الأولى من المحاكمة لبيانات افتتاحية من هاملتون وهاورث ومحامييهما، والتي حظيت بتغطية إعلامية واسعة النطاق. وفي مساء اليوم الرابع، أبلغ مساعد المدير العام لهيئة الإذاعة البريطانية آلان بروثيرو الفريق القانوني لهيئة الإذاعة البريطانية والمتهمين المذكورين أن المحافظين يرغبون الآن في تسوية القضية على الفور. وقد منع هذا الأمر عرض دفاع هيئة الإذاعة البريطانية على المحكمة أو معرفته للجمهور.
حصل كل من هاميلتون وهاورث على تعويضات بقيمة 25 ألف جنيه إسترليني. وبلغت التكاليف 240 ألف جنيه إسترليني. كما أسقطا قضيتهما ضد فيل بيدلي.
كان هناك جدل حول تحرير البرنامج: فقد وضع لقطات لهورث يرتدي زي سائق قطار في تجمع لعشاق السكك الحديدية البخارية مع الادعاء بأنه حضر اجتماعًا فاشيًا في إيطاليا، مما يشير إلى أن الزي الذي كان يرتديه كان فاشيًا.

### مقابلة ديانا أميرة ويلز
ربما يكون برنامج بانوراما الأكثر شهرة هو المقابلة التي أجراها مارتن بشير مع ديانا، أميرة ويلز عام 1995. أجريت المقابلة بعد انفصال ديانا عن تشارلز، أمير ويلز، وناقشت بشكل مفتوح الشائعات حول حياتها الشخصية. كان تصوير الفيلم والتخطيط له خاضعًا لسرية تامة، حيث أذن ريتشارد جيمس آير، مراقب سياسة التحرير، بعقد سلسلة من الاجتماعات السرية بين بشير وديانا.
وبعد ربع قرن من الزمان، تبين أن البشير استخدم ممارسات غير أخلاقية صحفياً في الحصول على المقابلة. في أواخر عام 2020، اعتذر المدير العام لهيئة الإذاعة البريطانية تيم ديفي إلى إيرل سبنسر، شقيق ديانا، عن استخدام أساليب مشكوك فيها للغاية. رفض الإيرل، الذي قدم ديانا وبشير، الاعتذار وطالب بالتحقيق. أجرى قاضي المحكمة العليا السابق جون دايسون، اللورد دايسون، تحقيقًا مستقلاً في هذه القضية. توصل تحقيق دايسون إلى أن بشير مذنب بالخداع وانتهاك قواعد التحرير في هيئة الإذاعة البريطانية للحصول على المقابلة.

### تفجيرات أوماغ
كان أحد أكثر البرامج المثيرة للجدل في الآونة الأخيرة هو برنامج "من قصف أوماغ؟"، والذي ذكر أسماء المشتبه في تورطهم في تفجير أوماغ. قال نائب مساعد مفوض الشرطة آلان فراي من وحدة مكافحة الإرهاب SO13 في سكوتلاند يارد إن هجوم الجيش الجمهوري الأيرلندي الحقيقي على مركز تلفزيون بي بي سي ربما كان هجومًا انتقاميًا للبث.

### السيانتولوجيا
في عام 1987، ظهر برنامج بانوراما بعنوان "السيانتولوجيا: الطريق إلى الحرية الكاملة؟" لأول مرة كشف عن العقائد السرية العليا لكنيسة السيانتولوجيا على شاشة التلفزيون، كما تضمن إعادة سرد متحركة لحادثة زينو في عقيدة السيانتولوجيا.
في 14 مايو 2007، تم بث حلقة بعنوان "السيانتولوجي وأنا". قدم الصحفي جون سويني الحلقة، موضحًا كيف ردت الكنيسة على تحقيقاته الصحفية، بما في ذلك رد فعلها عندما صرح للأعضاء أن بعض الناس يصفون المنظمة بأنها "طائفة". في مرحلة ما أثناء المقابلة، فقد المقدم أعصابه مع المتحدث الدولي للكنيسة؛ تم إصدار جزء محرر من هذه الحادثة لاحقًا من قبل الكنيسة على موقع يوتيوب وقرص DVD في محاولة للترويج لها وإثارة الجدل. ومع ذلك، كانت حلقة السيانتولوجيا لعام 2007 هي أكبر جمهور لبرنامج بانوراما منذ انتقاله إلى مساء الاثنين.
تم بث برنامج لاحق بعنوان أسرار السيانتولوجيا في 28 سبتمبر 2010، حيث قدم الدليل على أن الكنيسة ضايقت سويني أثناء تصوير الفيلم الوثائقي السابق، بهدف محدد هو جعله يتفاعل بالطريقة التي تفاعل بها في النهاية. تضمنت الحلقة أيضًا العديد من المقابلات مع أعضاء سابقين رفيعي المستوى في المنظمة تعرضوا للمضايقات.

### بانوراماوسيروكسات
منذ عام 2002، أنتجت قناة بانوراما أربعة برامج عن مضاد الاكتئاب سيروكسات (باروكستين/باكسيل): "أسرار سيروكسات" (2002)؛ "سيروكسات: رسائل إلكترونية من الحافة" (2003)؛ "معتمد على الثقة" (2004) و"أسرار التجارب الدوائية" (2007).
أثار كتاب "أسرار سيروكسات" استجابة قياسية من الجمهور حيث اتصل 65000 شخص بخط المساعدة الخاص بهيئة الإذاعة البريطانية (BBC) وأرسل 1300 شخص بريدًا إلكترونيًا إلى بانوراما مباشرة.
تعاونت مؤسسة مايند الخيرية الرائدة في مجال الصحة العقلية مع برنامج بانوراما في إجراء استطلاع بين الأشخاص الذين أرسلوا رسائل البريد الإلكتروني إلى البرنامج. إرسلت النتائج مجهولة المصدر من 239 استجابة إلى وكالة تنظيم الأدوية ومنتجات الرعاية الصحية (MHRA).
تضمن برنامج بانوراما الثاني عن سيروكسات، "رسائل البريد الإلكتروني من الحافة"، تقريرًا عن الاستطلاع الذي استجاب له 239 شخصًا. أظهر التقرير تجارب واسعة النطاق من المشاعر الانتحارية وردود الفعل الشديدة الأخرى، وأعراض الانسحاب الشديدة وعدم وجود تحذيرات من الأطباء. بعد البث، احتج المستخدمون/الناجون ومنظمة مايند خارج مكاتب وكالة تنظيم الأدوية ومنتجات الرعاية الصحية.
في 29 يناير 2007، تم بث الفيلم الوثائقي الرابع من السلسلة حول عقار سيروكسات. ركز الفيلم على ثلاث تجارب سريرية للأطفال أجرتها شركة جلاكسو سميث كلاين على الأطفال والمراهقين المصابين بالاكتئاب. تظهر البيانات المستمدة من التجارب أنه لا يمكن إثبات فعالية عقار سيروكسات مع المراهقين. ليس هذا فحسب، بل أشارت إحدى التجارب السريرية إلى أن المراهقين كانوا أكثر عرضة بستة أضعاف للانتحار بعد تناوله. في البرنامج، كشف بانوراما عن المسار السري لرسائل البريد الإلكتروني الداخلية التي تُظهر كيف تلاعبت شركة جلاكسو سميث كلاين بنتائج التجارب لتحقيق مكاسب تجارية. تم الحصول على الوصول إلى الوثائق بينما تخوض شركة جلاكسو سميث كلاين محاكمة احتيال في الولايات المتحدة.
وقد سربت بعض هذه الوثائق السرية السابقة لشركة جلاكسو والتي ظهرت في البرنامج إلى الإنترنت بعد بث البرنامج.

### متخفي: أسرار كرة القدم القذرة
في 19 سبتمبر 2006، عرضت قناة بانوراما فيلماً وثائقياً بعنوان "متخفي: أسرار كرة القدم القذرة"، والذي زعم وجود مدفوعات في كرة القدم الإنجليزية تتعارض مع قواعد الاتحاد الإنجليزي لكرة القدم، والتي تتضمن:
- اتهم مدرب بولتون واندررز سام ألارديس وابنه وكيل أعماله كريج بتلقي " رشوة " من الوكلاء لتوقيع عقود مع لاعبين معينين. صور عميلين، تيني يريما وبيتر هاريسون، سراً، حيث ادعى كل منهما على حدة أنهما دفعا لألاردايس من خلال ابنه. ينفي ألاردايس تناوله أو طلبه لدواء.[34] بث البرنامج في نفس الليلة التي فاز فيها بولتون على والسال 3-1 في كأس كارلينج، لذلك غاب ألارديس عن العرض الأصلي.
- صور مدرب بورتسموث هاري ريدناب سراً وهو يناقش إمكانية شراء قائد فريق بلاكبيرن روفرز آندي تود مع وكيله بيتر هاريسون، وهو ما يخالف قواعد الاتحاد الإنجليزي لكرة القدم.
- ثم سجل مدرب الفريق الأول لبورتسموث كيفن بوند، الذي كان مدربًا للفريق الأول لنيوكاسل يونايتد في وقت البث، وهو يعترف سراً بأنه سيفكر في مناقشة تلقي مدفوعات من وكالة جديدة مقترحة تتضمن الوكيل بيتر هاريسون. وفي أعقاب ذلك، إعفى بوند من مهامه في نيوكاسل.
- صور مدير كرة القدم للشباب في نادي تشيلسي فرانك أرنيسين سراً وهو يقوم بمقاربة غير قانونية أو "التقرب" من نجم منتخب إنجلترا للشباب في نادي ميدلسبره ناثان بوريت البالغ من العمر 15 عامًا. يعرض أرنيسن رسومًا قدرها 150 ألف جنيه إسترليني مقسمة على ثلاث سنوات كحافز للانتقال. كلا الإدعاءين يتعارضان مع قواعد الإتحاد الإنجليزي لكرة القدم.
- وقال العميل بيتر هاريسون للمراسل المتخفي إنه من أجل تأمين صفقات الانتقالات مع بولتون، قام برشوة سام ألارديس من خلال عرض دفع مبلغ مالي لابنه كريج. هاريسون هو وكيل مسجل لدى الاتحاد الدولي لكرة القدم (فيفا) ومقره في شمال شرق إنجلترا.
- أن صفقات الانتقال الثلاثة المختلفة التي تم التعاقد معها مع بولتون تضمنت مدفوعات سرية من الوكلاء إلى كريج ألارديس، بعضها عندما كان ممنوعًا بموجب عقده من القيام بأي صفقات مع بولتون. وزعم برنامج بانوراما أن تعاقد بولتون مع المدافع تال بن حاييم ولاعب الوسط هيديتوشي ناكاتا وحارس المرمى علي الحبسي، كان مشروطا بمدفوعات سرية من وكلاء إلى كريج ألارديس. وكان ابن ألاردايس قد ترك العمل في مجال وكالات اللاعبين في صيف عام 2006، واعترف في مقابلات صحفية بأن عمله كوكيل ربما كلف والده فرصة أن يصبح مدربا للمنتخب الإنجليزي.

وطالب الاتحاد الإنجليزي لكرة القدم بتقديم أي أدلة في محاولته القضاء على مثل هذه الأفعال في كرة القدم.

### الجرائم الجنسية والفاتيكان
في الأول من أكتوبر 2006، بثت قناة بانوراما حلقة عن التحريض على الجريمة، وهي "تعليمات" كنسية وافق عليها البابا يوحنا الثالث والعشرون في عام 1962، والتي تنشئ إجراءً للتعامل مع فضائح الاعتداء الجنسي على الأطفال داخل الكنيسة الكاثوليكية. وقد فرض لمدة عشرين عامًا من قبل الكاردينال جوزيف راتزينجر قبل أن يصبح بابا. ويعطي تعليمات للأساقفة حول كيفية التعامل مع ادعاءات الاعتداء على الأطفال ضد الكهنة. ويقول المنتقدون إن الوثيقة استُخدمت للتهرب من الملاحقة القضائية بتهمة ارتكاب جرائم جنسية.

### السرقة في وضح النهار
حقق برنامج بانوراما في مزاعم تفيد بأن ما يصل إلى 23 مليار دولار (11.75 مليار جنيه إسترليني) ربما فُقد أو سُرق أو لم يتم المحاسبة عليه بشكل صحيح في العراق.
فرضت وزارة العدل الأمريكية أوامر حظر النشر التي تمنع مناقشة هذه الادعاءات. ولم تتناول وسائل الإعلام الأميركية وغيرها الكثير الكثير من القضايا.

### الموت في البحر الأبيض المتوسط
في برنامج بث عام 2010، حققت جين كوربين في حقيقة ما حدث على متن سفينة مافي مرمرة، عندما استولى الكوماندوز الإسرائيليون على السفينة كجزء من حصار غزة.
انتقد عباس اللواتي، مراسل صحيفة جلف نيوز، الذي كان على متن سفينة مافي مرمرة أثناء غارة أسطول غزة، تقرير بانوراما عن الغارة في الفيلم الوثائقي "الموت في البحر الأبيض المتوسط"، مشيرًا إلى أن ذلك كان إما نتيجة "ضعف الصحافة" أو "تحيز عميق". كما اتهمت ميرياد ماجواير الحائزة على جائزة نوبل للسلام، والتي شاركت أيضاً في أسطول غزة الحر، البرنامج بـ "الافتقار إلى الحقيقة" و"التحيز" في رسالة إلى هيئة الإذاعة البريطانية، ووصفت تأثيره على أسر القتلى بأنه "ظلم فادح".
"حكمت هيئة الإذاعة البريطانية BBC بأن الفيلم الوثائقي الذي بثته قناة بانوراما حول عملية الاستيلاء الإسرائيلية على سفينة مافي مرمرة كان "دقيقًا وغير متحيز" بشكل عام".

### أسرار الفيفا القذرة
في 29 نوفمبر 2010، قبل ثلاثة أيام من التصويت على كأس العالم 2018، بثت قناة بانوراما تحقيقًا في الرشاوى التي قدمها كبار مسؤولي الاتحاد الدولي لكرة القدم.

### الرعاية السرية: كشف الانتهاكات
في 31 مايو 2011، بثت قناة بانوراما تحقيقا حول الإيذاء الجسدي والنفسي الذي يعاني منه الأشخاص من ذوي الإعاقات التعلمية والسلوكيات الصعبة في مستشفى وينتربورن فيو الخاص في بريستول. وقد أظهرت عددًا من المرضى وهم يتعرضون للكم والركل والصفع والتثبيت على الأرض بشكل متكرر وإخضاعهم لحمام بارد، ثم تركهم في الخارج في درجات حرارة تقترب من الصفر. 
وقد تلقت الخدمات الاجتماعية المحلية والهيئة التنظيمية الوطنية تحذيرات مختلفة، لكن سوء المعاملة استمر. اتصل أحد كبار الممرضين ثلاث مرات بالجهة التنظيمية الوطنية قائلاً إنه يريد التحدث عن "الإساءة"، لكنه لم يتلق أي رد. إغلقت المستشفى.
في 21 يونيو 2011، كتب 86 شخصًا ومنظمة إلى رئيس الوزراء ديفيد كاميرون بشأن هذه الاكتشافات، "نحن على علم بالإجراءات المختلفة التي يتم اتخاذها حاليًا داخل الحكومة وخارجها، مثل مراجعة وزارة الصحة والتحقيق الداخلي لهيئة مراقبة الجودة. نأمل في تقديم مقترحات إلى كل من هذه الإجراءات بشكل فردي وجماعي. ومع ذلك، فإن هذه الإجراءات وحدها لن تكون كافية وهناك حاجة إلى برنامج واضح لتحقيق التغيير".
ورد رئيس الوزراء قائلاً إنه "منزعج" من "قائمة الانتهاكات" التي كشفت عنها بانوراما.
في يونيو 2011، أصدرت جمعية المعيشة المدعومة 30 بيانًا صحفيًا، تم متابعته كتابيًا إلى كل عضو في البرلمان في المملكة المتحدة، داعية إلى توفير خدمات المعيشة المدعومة القائمة على المجتمع لتحل محل الخدمات المؤسسية للأشخاص ذوي الإعاقات التعلمية.
وقد أجرت الهيئة التنظيمية الوطنية، وهي هيئة مراقبة الجودة، فحصًا على مستوى البلاد على المرافق المملوكة لنفس الشركة، ونتيجة لذلك، إغلقت ثلاث مؤسسات أخرى.
كما قامت هيئة مراقبة الجودة بتفتيش 132 مؤسسة مماثلة وكلفت بمراجعة الحالات الخطيرة، إجريت بعض التحقيقات المحلية والوطنية العشرة تقريبًا لفحص ما حدث خطأ، بما في ذلك التحقيق الذي أجرته هيئة الخدمات الصحية الوطنية في الجنوب الغربي والذي كان أحد التحقيقات الأولى التي نشرت وسردت العديد من التحقيقات الأخرى.
استقال رئيس لجنة جودة الرعاية قبل صدور تقرير حكومي حاسم، وهو التقرير الذي استشهد فيه بـ منظر وينتربورن.
أقر أحد عشر شخصًا بالذنب في ارتكاب جرائم إهمال أو إساءة معاملة نتيجة للأدلة المقدمة من الرعاية السرية وسجن ستة منهم. بعد أن أقر الشخص الحادي عشر بالذنب مباشرة، نشر تقرير مراجعة الحالات الخطيرة، والذي كشف عن مئات الحوادث السابقة في المستشفى والتحذيرات الفائتة.
نشرت منظمة مينكاب تقريرًا يحذر من احتمال حدوث انتهاكات مماثلة في أماكن أخرى، ودعت إلى إغلاق جميع المؤسسات الكبيرة البعيدة عن عائلات الناس.
وقد فاز الفيلم أيضًا بعدد من الجوائز.
قالت صحيفة ديلي تلغراف: "من المستحيل قراءة تفاصيل ما حدث في وينتربورن فيو، دار رعاية للمعاقين بشدة في غلوسترشاير، دون الشعور بالاشمئزاز. في أعقاب فضيحة من برنامج بانوراما على هيئة الإذاعة البريطانية، أدين 11 عضوًا من الموظفين بارتكاب ما يقرب من 40 تهمة بالإهمال وسوء معاملة من هم في رعايتهم".

### يورو 2012: ملاعب الكراهية

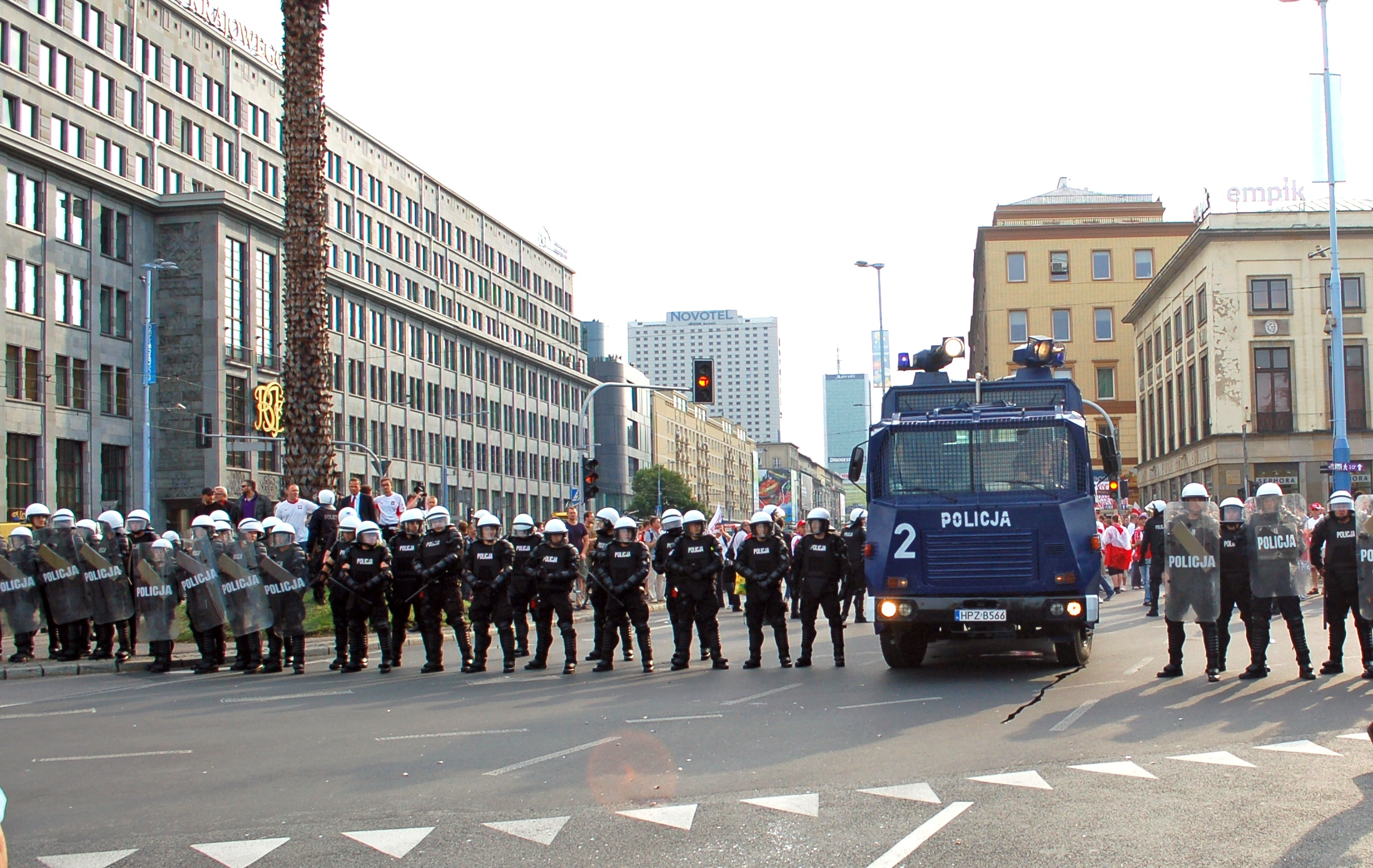
الشرطة في وارسو في 12 يونيو 2012

في 28 مايو 2012، تناولت بانوراما قضايا العنصرية ومعاداة السامية والشغب في كرة القدم والتي ذكرت أنها منتشرة بين المشجعين البولنديين والأوكرانيين. وتضمن البرنامج، الذي حمل عنوان "يورو 2012: ملاعب الكراهية"، لقطات حديثة لمشجعين يرددون شعارات معادية للسامية ويعرضون رموز القوة البيضاء واللافتات. سجل الفيلم الوثائقي معاداة السامية وسخرية القردة من اللاعبين السود في بولندا. في أوكرانيا، سجل الفيلم الوثائقي التحية النازية ومشجعي نادي ميتاليست خاركيف وهم يعتدون بعنف على مجموعة من الطلاب الآسيويين في مجمع ميتاليست أوبلاست الرياضي، وهو أحد الملاعب التي تستضيف مباريات في أوكرانيا. قام برنامج بانوراما بتصوير المدافع الإنجليزي السابق سول كامبل وهو يشاهد هذه المقاطع، ثم سألته ما إذا كان سيوصي العائلات بالذهاب إلى دوري الدرجة الأولى الإنجليزي. فأجاب: "ابق في المنزل، وشاهد ذلك على التلفاز. ولا تخاطر حتى... لأنك قد تعود في النهاية في نعش".
وقد تابعت معظم وسائل الإعلام البريطانية هذا التقرير، ونشرت عددًا كبيرًا من المقالات التي تتهم البولنديين والأوكرانيين بالعنصرية.
وقد تعرض الفيلم الوثائقي لانتقادات شديدة باعتباره مثيرًا للإثارة وغير متوازن وغير أخلاقي. وقال جوناثان أورنشتاين، مدير المركز المجتمعي اليهودي في كراكوف، بولندا، والذي أجريت معه مقابلة من أجل الفيلم: "أنا غاضب من الطريقة التي استغلتني بها هيئة الإذاعة البريطانية كمصدر. لقد استخدمتني المنظمة وآخرين للتلاعب بموضوع خطير وهو معاداة السامية من أجل أجندتها المثيرة للإثارة... لقد خدعت هيئة الإذاعة البريطانية عمدًا جمهورها - الشعب البريطاني - من خلال اختلاق قصة رعب كاذبة عن بولندا. وبذلك، نشرت هيئة الإذاعة البريطانية الخوف والجهل والتحيز والكراهية. أنا منزعج بشدة من هذا الشكل غير الأخلاقي من الصحافة". ومع ذلك، رفضت هيئة الإذاعة البريطانية انتقادات أورنشتاين قائلة: "لقد تم توضيح سياق البرنامج للسيد أورنشتاين قبل وأثناء المقابلة التي وافق عليها بلطف مع صانعي البرنامج. وتختلف بانوراما بشدة مع هذا الرأي القائل بأن مقابلته قد تم تحريفها". أعادت هيئة الإذاعة البريطانية (بي بي سي) نشر نص مقابلة أورنشتاين، بما في ذلك الأجزاء التي لم تُذاع، وأشارت أيضًا إلى أن أورنشتاين "اتصل بصانعي البرنامج بعد يومين من بثه في المملكة المتحدة في 28 مايو وبعد ذلك مباشرة على موقع يوتيوب. ولم يدل بأي من التعليقات الواردة في بيانه الصادر يوم الأربعاء 6 يونيو. ونلاحظ أن بيانه صدر بعد بث البرنامج يوم الثلاثاء 5 يونيو على التلفزيون البولندي".
وقال أحد المصادر الأخرى المستخدمة في الفيلم، وهو الناشط المناهض للعنصرية جاك بورسكي: "إن المواد التي أعدتها هيئة الإذاعة البريطانية منحازة. فهي لا تظهر القصة الكاملة للاستعدادات البولندية لكأس الأمم الأوروبية. ولا تظهر أن البطولة نظمت الكثير من الأنشطة الرامية إلى مكافحة العنصرية في إطار حملة "احترام التنوع". بالنسبة لنا، لا تتعلق بطولة الأمم الأوروبية بالمباريات فقط. لقد أصبحت هذه المناسبة فرصة لمحاربة العنصرية بشكل فعال وتعزيز التعددية الثقافية. لا توجد دولة في أوروبا خالية من العنصرية. هذه هي الحقائق".
قال النائب البولندي الأسود جون جودسون: "كان الفيلم الوثائقي متحيزًا ومنحازًا ومثيرًا إلى حد ما. لقد تلقيت معلومات تفيد بوجود مقابلات حذفت من قبل هيئة الإذاعة البريطانية على سبيل المثال، مقابلة مع الشرطة البولندية".
وقد شكك مراسل من صحيفة جازيتا فيبورتشا، وهي الصحيفة اليسارية الأكثر شعبية في بولندا، في ممارسات بانوراما وقال: "لقد أصبحت مندهشا أكثر فأكثر مما تقوله هيئة الإذاعة البريطانية. فقد أنكرت حتى الآن حالتين شهدتهما. ولن أتفاجأ إذا أعدت هيئة الإذاعة البريطانية بيانا يقول إن طاقم بانوراما لم يزر بولندا قط".
ورد المتحدث باسم وزارة الخارجية الأوكرانية أوليه فولوشين بأن هذه المزاعم "مشكلة مختلقة وأسطورية"، وأن "الرموز النازية يمكن رؤيتها في أي مباراة في إنجلترا". صرح رئيس الوزراء البولندي دونالد توسك: "لن يتعرض أي شخص يأتي إلى بولندا لأي خطر بسبب عرقه. هذه ليست عادتنا، كما أن عدم الإشارة إلى حوادث مماثلة في بلدان أخرى هو من عاداتنا".
وذكرت صحيفة الغارديان: "تقدمت مصادر أخرى لتقول إن مقابلة مع لاعب إسرائيلي يهودي حذفت أيضًا من البرنامج لأنه فشل في تأكيد أطروحة "معاداة السامية" التي طرحها برنامج بانوراما. وقد أجرت هيئة الإذاعة البريطانية مقابلة مع لاعب خط الوسط أفيرام باروخيان، الذي يلعب لفريق بولونيا وارسو البولندي. وقال أحد المصادر الذي كان حاضرًا إن صحفيي بانوراما اشتكوا بعد ذلك من أن المقابلة كانت "عديمة الفائدة". بانوراما تنفي هذا الأمر بشدة. وتقول إن المقابلة لم يتم استخدامها لأن باروشيان لعب في الدوري البولندي منذ يناير فقط.
وردت بانوراما على الانتقادات قائلة:
لقد وصف مشجعو إنجلترا، وهم رابطة مشجعي إنجلترا الرسمية، الذين سافروا لحضور بطولة أوروبا 2012، البرنامج بأنه غير مفيد، وأعرب بعض البولنديين في المملكة المتحدة عن قلقهم من وصفهم بالعنصريين. ولكن وسط كل هذه الاتهامات الموجهة إلى برنامج "بانوراما" وهيئة الإذاعة البريطانية، هناك خوف حقيقي من أن القضية الرئيسية قد تم تجاهلها ــ إن الإساءات العنصرية والمعادية للسامية الصريحة والمخيفة التي بثها برنامج "بانوراما" والعنف من هذا النوع خاطئة ومزعجة للغاية لأولئك الذين يتلقونها. وهذا هو الهدف من البرنامج. لقد شرعنا في تسليط الضوء على خطأ. فهل كان الضرب الذي تعرض له الطلاب الهنود في ملعب ميتاليست في أوكرانيا "مبالغاً فيه" بطريقة ما؟ وهل كان قولهم إن الشرطة "لا فائدة منها" عندما غادروا الملعب وحيدين ومصابين بجروح في ليلة أوكرانيا "مختلقاً" بطريقة ما؟ وهل كان الهتافات المسيئة التي وجهت إلى اللاعبين السود والتي صورناها في بولندا "مبالغاً فيها" بطريقة ما؟— 
كتب الكاتب البريطاني إدوارد لوكاس: "إما أن تكون الاتهامات الموجهة إلى هيئة الإذاعة البريطانية مجرد نسيج من الأكاذيب (وسيتم فضح أولئك الذين يروجون لها)، أو أن على صناع البرنامج أن يقدموا الكثير من التوضيحات... لقد استنكرت هيئة الإذاعة البريطانية بحق استخدام كلمة "يهودي" كإهانة، لكنها لم تذكر قط أن نفس اللغة ـ المؤسفة ـ يستخدمها مشجعو الفرق المنافسة ضد أياكس في هولندا أو توتنهام هوتسبير في بريطانيا. وقالت إن الأقليات العرقية "غير مرئية تقريباً" ـ لكنها لم تذكر أن بولندا لديها عضوان أسودان في البرلمان (لم تنتخب بريطانيا أول عضو أسود فيها إلا في عام 1987). من المؤكد أن بولندا لديها مشاكلها، ولكن الافتراضات المشكوك فيها للغاية وراء "التخلف" الشرقي و "التقدم" الغربي لم يتم فحصها على الإطلاق.
"من السهل أن نشم رائحة نوع من "الاستشراق" هنا: الاعتقاد بأن "الشيوعي السابق" مرادف لـ "الفقراء" و"الخبيثين" و"الجهلاء". إن الأراضي القاحلة الموحلة في الشرق تشكل أماكن رائعة لإنتاج أفلام وثائقية صادمة. والأفضل من ذلك كله، أنه نظرًا لعدم وجود أحد هناك يعرف الإنجليزية، فيمكنك أن تقول ما تريد وتنجو من العقاب. ولكن هذا لم يعد ممكنًا بعد الآن."
كتب بريندان أونيل في صحيفة ديلي تلغراف أن مشجعي إنجلترا نظموا "احتجاجًا ضد تصوير برنامج بانوراما الهستيري لأوكرانيا باعتبارها بؤرة للعنصرية ومعاداة السامية، والذي اكتشفوا أثناء إقامتهم في ذلك البلد أنه غير صحيح... كانت هيئة الإذاعة البريطانية المحترمة، التي ترددت أصداؤها في الصحف، هي التي صورت أمة بأكملها "هناك" على أنها متخلفة ومتحيزة، بينما سقط على عاتق المشجعين العاديين إيجاد ثغرات في هذه الأسطورة المعادية للأجانب والإشارة إلى أنه لا يوجد في الواقع أي شيء مخيف في أوكرانيا الحديثة وسكانها. لقد أثبت مشجعو إنجلترا أنهم أكثر تنويرًا عنصريًا من البدلات المنعزلة في قسم الشؤون الجارية في هيئة الإذاعة البريطانية".
قال مدرب منتخب إنجلترا لكرة القدم روي هودجسون إن مزاعم العنصرية كانت "الشيء السلبي الأكبر في إنجلترا. ونتيجة لذلك، أعتقد أننا فقدنا الكثير من المشجعين الذين لم يأتوا بسبب الكثير من القصص المروعة حول كيف ستكون الحياة في أوكرانيا وبولندا". وأضاف هودجسون أنه لم يكن لديه سوى انطباعات إيجابية عن بولندا وأوكرانيا.
وفقًا لصحيفة صحيفة تليغراف الهولندية اليومية خلال جلسة تدريبية مفتوحة في كراكوف، تعرض لاعبون هولنديون سود لأصوات قردة وسخرية، وهي الحادثة التي وصفها قائد منتخب هولندا مارك فان بوميل بأنها "عار حقيقي". واعترف الاتحاد الأوروبي لكرة القدم بوجود "حوادث معزولة من الهتافات العنصرية". ومع ذلك، فإن وسائل الإعلام الهولندية الأخرى، بما في ذلك صحيفة فولكس كرانت اليومية المرموقة وأفادت تقارير أن ادعاءات هتافات القردة كانت ملفقة. وبحسب الصحيفة فإن مدرب المنتخب الهولندي أدلى بعدة تصريحات لهيئة الإذاعة البريطانية (بي بي سي) أكد فيها أنه لم يسمع الهتافات المزعومة، وكذلك بقية لاعبي الفريق. وفقا لصحيفة صحيفة فولكس كرانت وقد ضخمت القصة من قبل صحيفة تليغراف.
كتبت جيسيكا إلجوت مقالاً في جريدة السجل اليهودي بعنوان "لقد ذهبت طوال الطريق إلى كييف "العنصرية" وكل ما حصلت عليه هو الحب"، وذكرت كيف "بشكل عام، لم يفهم أحد سبب ذهابنا. رفع الأصدقاء حواجبهم في رعب، قبل أن يسألوا عما إذا كنا قد شاهدنا "برنامج بانوراما". سألتني جدتي بأدب عن سبب رغبتنا في الذهاب إلى "ذلك المكان المزعج". عندما غادرت إلى المطار، تلقيت رسالة وداع لطيفة من زميلتي في المنزل. "أتمنى لك رحلة سعيدة. من فضلك لا تتعرض للهجوم من قبل اليهود".
علقت صحيفة ديلي ميرور: "لا شك أن أكبر ميزة لبطولة أوروبا 2012 هي إثارة الرعب التي قدمتها هيئة الإذاعة البريطانية (بي بي سي) من خلال برنامج بانوراما عن العنف والعنصرية الرهيبة في بولندا وأوكرانيا، والتي أثبتت إلى حد كبير أنها مجرد إرهاب. وإذا كنت لا تصدقني، فصدقني، فصدق غاري لينيكر الذي لم يمانع في توجيه انتقادات إلى رؤسائه في هيئة الإذاعة البريطانية (بي بي سي) للإشارة إلى مدى ود السكان المحليين وتعاونهم. وقبل مباراة نصف النهائي بين إسبانيا والبرتغال، غرد لينيكر: "دونيتسك مدينة جميلة وسكانها ودودون. إن إثارة الرعب قبل البطولة كانت بعيدة كل البعد عن الحقيقة".
لقد تكهن تيم بلاك، الكاتب البارز في مجلة سبايكد، بأن "الدافع الذي دفعنا إلى إقامة "ملاعب الكراهية" لم يكن نية الخداع، بل كان هناك شيء آخر: استعداد طاغٍ لتصديق أسوأ ما قد يتصوره الناس من "هناك". لقد بدا وكأن البرنامج يقصد أن "الناس" في أوروبا الشرقية ليسوا مثل "نحن": إنهم أقل تطوراً، وأقل تقدماً اجتماعياً؛ إنهم في احتياج إلى دروسنا الأخلاقية، وتعليمنا المناهض للعنصرية. وفي خضم التخلف الاجتماعي الواضح في بولندا وأوكرانيا، فإن التفوق المتعدد الثقافات والعولمي لأوروبا الغربية يمكن أن يبرز. ونحن في بريطانيا نستطيع أن نستمتع بتوهجه".
وقال نائب رئيس بلدية كراكوف، في إشارة إلى حوادث العنصرية ومعاداة السامية التي بثتها قناة بانوراما: "نعتقد أنه خطوة بخطوة، ستتحمل الأندية أيضًا المزيد من المسؤولية عن هذا النوع من النشاط في الملاعب". وقال آدم بولاندرا، منسق مشروع مؤسسة إنتركولتورالني والمؤلف المشارك لاستراتيجية كراكوف الجديدة لمكافحة العنصرية: "إن المجتمع المحلي لا يتفاعل بشكل صحيح مع هذه المشكلة، ولا يعارض بشكل نشط الحوادث التي تحدث، ولهذا السبب فهي واضحة للغاية، ونحن نريد تغيير هذا الوضع". وأشار متحدث باسم أمين المظالم لحقوق المواطنين في بولندا إلى أنه في حين قد يبدو أن هناك عددًا صغيرًا فقط من الحوادث العنصرية في بولندا، فإن 80 في المائة من الجرائم العنصرية لا يتم الإبلاغ عنها في البلاد.
في عام 2014، أفادت صحيفة جيويش نيوز ومنظمات إخبارية أخرى أنه أثناء إعداد الفيلم الوثائقي، صور المذيع كريس روجرز وهو يؤدي التحية النازية أثناء مسيرته أمام الطاقم. وتعرض روجرز لتوبيخ من هيئة الإذاعة البريطانية، واعتذر ولم تتم إعادة تعيينه في برنامج بانوراما لمدة عامين بعد الحادث.

### قارئ الأفكار: إطلاق العنان لصوتي
أظهر هذا الفيلم الخاص من برنامج بانوراما الذي تم بثه في 13 نوفمبر 2012 العمل الرائد الذي يقوم به العلماء لمساعدة المرضى الذين يعانون من إصابات دماغية شديدة. يروي الفيلم قصص مجموعة من المرضى وأسرهم، ويعرض الجهود الثورية المبذولة لمساعدتهم على التواصل مع العالم الخارجي. يتضمن الفيلم قصة سكوت روتلي، وهو رجل كندي في حالة نباتية مستمرة لأكثر من عقد من الزمان وكان قادرًا على إخبار الأطباء بأنه لا يعاني من أي ألم.

### كوريا الشمالية السرية
صور فيلم كوريا الشمالية السرية في كوريا الشمالية في أواخر مارس 2013 بواسطة فريق مكون من ثلاثة أشخاص رافقوا مجموعة من الطلاب من كلية لندن للاقتصاد. نظمت الرحلة من خلال نادي جريمشو، وهو نادي للعلاقات الدولية تابع لجامعة لندن للاقتصاد بواسطة توميكو سويني، زوجة جون سويني. ولم يتم إخطار الكوريين الشماليين، الذين يشترطون الحصول على إذن من الصحفيين للدخول، والذين سجنوا الصحفيين الذين حاولوا الدخول دون إذن، بفريق هيئة الإذاعة البريطانية، ولم يتعرفوا على جون سويني، بل أطلقوا عليه لقب "الأستاذ". وقد أدى مدى إبلاغ الطلاب إلى اختلاف في الرأي بين المؤسستين في وقت لاحق، حيث أكدت هيئة الإذاعة البريطانية أن عدم الإفصاح الكامل كان إجراءً متخذًا لحماية الطلاب في حالة اكتشاف الأمر. كان سويني وزوجته برفقة مصور من هيئة الإذاعة البريطانية.
ولكن بعد ذلك، صدر بيان عام وقع عليه ستة من أصل عشرة طلاب من كلية لندن للاقتصاد شاركوا في الرحلة، وجاء فيه: "نشعر الآن بأننا تعرضنا لخطر أكبر مما كان عليه الحال في الأصل، نتيجة لقرار كلية لندن للاقتصاد بنشر قصتها للعامة". كما أشاروا إلى أنهم لم يعترضوا على بث فيلم بانوراما الوثائقي على قناة بي بي سي وأنهم راضون عن كيفية تعامل هيئة الإذاعة البريطانية مع الرحلة.
وفقًا لـ جيانلوكا سبيزا، الناقد المطلع وأحد مديري NK News، كان الفيلم الوثائقي منخفض الجودة، ويمكن مقارنته بالعديد من مقاطع الفيديو التي يلتقطها السياح بشكل متكرر وينشرونها على YouTube. بالإضافة إلى ذلك، وفقًا لـ سبيزا، كان للتصوير السري تأثير ضار على الجهود المسؤولة للمشاركة في التبادل الثقافي المشروع وتطوير التفاهم المتبادل.

### الدم الملوث: البحث عن الحقيقة
بثت الحلقة الخاصة التي تبلغ مدتها ساعة واحدة بعنوان "الدم الملوث: البحث عن الحقيقة" في الأصل في 10 مايو 2017، وتناولت بعض الأحداث المحيطة بفضيحة الدم الملوث في السبعينيات والثمانينيات، حيث أصيب مرضى الهيموفيليا بفيروس التهاب الكبد الوبائي سي وفيروس نقص المناعة البشرية من خلال منتجات دواء العامل الثامن.
واستضاف البرنامج وزيري الصحة السابقين آندي بيرنهام وديفيد أوين، وكلاهما انتقدا دور الحكومات المتعاقبة في الفضيحة، حيث أشار الأول إلى أنها كانت "إجرامية". وقال البروفيسور جون كاش (المدير السابق لخدمة نقل الدم الوطنية الاسكتلندية) للبرنامج إن الحقيقة بشأن الفضيحة في إنجلترا وويلز "لم تُكشف بعد".
صرح أحد أبناء الضحايا، جيسون إيفانز، للبرنامج أنه سيتخذ إجراءً قانونيًا، والذي وصفته الصحافة لاحقًا بأنه "قضية قانونية بارزة"، داعيًا إلى إجراء تحقيق عام في السجلات والوثائق المتعلقة بالفضيحة، مع مزاعم بأن بعض السجلات ربما دمرت في ذلك الوقت. القضية، المعنونة "جيسون إيفانز وآخرون ضد وزير الصحة"، مستمرة فبراير 2022؛ التحقيق في الفضيحة، مستمر أيضًا فبراير 2022 وأعلنت رئيسة الوزراء آنذاك تيريزا ماي عن هذا الأمر بعد وقت قصير من بث البرنامج.

### هل حزب العمال معادٍ للسامية؟
الحلقة التي مدتها ساعة: هل حزب العمال معادٍ للسامية؟ عرض لأول مرة في 10 يوليو 2019 واستكشف مزاعم معاداة السامية في حزب العمال البريطاني. أثناء البرنامج، قال ثمانية أعضاء سابقين في طاقم حزب العمال إن كبار الشخصيات في حزب العمال تدخلوا لتخفيض العقوبات المفروضة على الأعضاء بسبب معاداة السامية. انتقد حزب العمال البرنامج قبل بثه وأصدر البيان التالي بعد ذلك:
"لم يكن برنامج بانوراما تحقيقًا عادلاً أو متوازنًا. لقد كان جدلاً سياسيًا غير دقيق بشكل خطير، وخرق المعايير الصحفية الأساسية، واخترع اقتباسات وحرر رسائل إلكترونية لتغيير معناها. كان تدخلاً متحيزًا بشكل واضح من قبل هيئة الإذاعة البريطانية في الجدل السياسي الحزبي. إن التحقيق الصادق في معاداة السامية في حزب العمال والمجتمع الأوسع نطاقًا يصب في المصلحة العامة. بدلاً من ذلك، حدد فريق بانوراما مسبقًا إجابة على السؤال الذي يطرحه عنوان البرنامج."
قدم البرنامج بواسطة جون وير وإنتاجه بواسطة نيل جرانت، وكلاهما عمل أيضًا في برنامج بانوراما لعام 2015، زلزال حزب العمال. كان جرانت مدرسًا في JFS  وناشطًا في حزب العمال في لندن، وأنتج أيضًا برنامجًا في الإرساليات عام 2016 بعنوان معركة حزب العمال. وقد تعرض كلا البرنامجين لانتقادات شديدة من قبل أنصار زعيم الحزب جيريمي كوربين. وقد وصف كين لوتش البرنامج بأنه "ربما يكون البرنامج الأكثر إثارة للاشمئزاز الذي شاهدته على الإطلاق على هيئة الإذاعة البريطانية. إنه مثير للاشمئزاز لأنه أثار الرعب من العنصرية ضد اليهود بأكثر الطرق الدعائية فظاعة، وبصحافة فجة. وقد اشترى الدعاية من أشخاص كانوا عازمين على تدمير كوربين".
وقد قدم حزب العمال شكوى رسمية بشأن البرنامج إلى هيئة الإذاعة البريطانية، التي تلقت ما يقرب من 1600 شكوى في المجموع.  رفضت وحدة الشكاوى التنفيذية في هيئة الإذاعة البريطانية هذه الشكاوى. قدم أكثر من 20 شكوى تتعلق بالتحيز إلى أوفكوم، التي حكمت بأن البرنامج كان "محايدًا بشكل مناسب" وأنه أعطى وزنًا مناسبًا لموقف حزب العمال.
بعد بث الحلقة، اتهم متحدث باسم الحزب الموظفين الذين ظهروا في الفيلم الوثائقي بأنهم "مسؤولون سابقون غير راضين... عارضوا دائمًا قيادة جيريمي كوربين، وعملوا بنشاط على تقويضها، ولديهم محاور شخصية وسياسية لطحنها". صوت موظفو حزب العمال الذين يمثلهم اتحاد GMB بنسبة 124-4 للمطالبة باعتذار الحزب للموظفين السابقين وقال جون كراير، رئيس حزب العمال البرلماني، إن مهاجمة موظفي حزب العمال السابقين الذين ظهروا في الفيلم الوثائقي كان "سوء تقدير فادح". أعلن خمسة من الموظفين المميزين عن نيتهم مقاضاة الحزب، زاعمين أن رد حزب العمال انتهك التزامه بحماية حقوق المبلغين عن المخالفات و"تشويه سمعتهم".
في يوليو 2020، تراجع حزب العمال، تحت قيادة كير ستارمر، بشكل كامل عن الادعاءات التي قدمها بشأن جون وير والمشاركين في الفيلم الوثائقي بانوراما، والتي اعترف بأنها كاذبة، وأصدر اعتذارًا رسميًا، ووافق على دفع الأضرار والتكاليف، والتي تقدر بنحو 600 ألف جنيه إسترليني.

### هل فشلت الحكومة في خدمة الصحة الوطنية؟
بثت الحلقة في 27 أبريل 2020، هل فشلت الحكومة في خدمة الصحة الوطنية؟ قدم المراسل ريتشارد بيلتون تحقيقًا حول فشل حكومة المملكة المتحدة المزعوم في تخزين المعدات الحيوية مثل معدات الحماية الشخصية (PPE)، والتأثير الذي أحدثه ذلك على إدارة COVID-19 داخل هيئة الخدمات الصحية الوطنية خلال الأشهر الأولى من الوباء. وبحث التحقيق أيضًا إلغاء تصنيف كوفيد-19 باعتباره "مرضًا معديًا شديد العواقب" (HCID) وتخفيض إرشادات معدات الوقاية الشخصية في نفس الوقت. وقد قيل إن عملية اتخاذ القرار كانت مدفوعة، جزئيًا، بعدم وجود المعدات المناسبة في المخزون.
وكان من بين الذين أجريت معهم المقابلات خبير الصحة العامة جون أشتون، الذي وصف النتائج بأنها "مذهلة" وقال: "إن نتيجة عدم التخطيط؛ وعدم طلب المعدات؛ وعدم وجود مخزونات هي أننا نرسل إلى الخطوط الأمامية الأطباء والممرضات وغيرهم من العاملين الصحيين والعاملين في مجال الرعاية الاجتماعية بدون المعدات اللازمة للحفاظ على سلامتهم".[بحاجة لمصدر]

### الأميرة المفقودة
في فبراير 2021، أصدرت قناة بي بي سي بانوراما فيلمًا وثائقيًا استقصائيًا كاملاً بعنوان الأميرة المفقودة، عن ابنة حاكم دبي الشيخ محمد بن راشد آل مكتوم، الأميرة لطيفة، التي حاولت الفرار من بلدها الأصلي في عام 2018. لكن قبض عليها وإعادتها إلى دبي من المياه الدولية. في عام 2019، قضت محكمة الأسرة في المملكة المتحدة بأن الشيخ محمد أمر باختطاف الأميرة لطيفة، التي شوهدت علنًا مرة واحدة فقط منذ ذلك الحين، في ديسمبر 2018 أثناء زيارة المفوضة السامية للأمم المتحدة لحقوق الإنسان السابقة، ماري روبنسون.
إصدر فيلم "الأميرة المفقودة" في عام 2021، بعد أن تلقت قناة بي بي سي بانوراما رسالة فيديو سجلتها لطيفة بنت محمد آل مكتوم سراً من حمام غرفتها في عام 2018. وأرسلت الرسائل أصدقاء الأميرة لطيفة، الذين لم يتمكنوا من التواصل معها لفترة طويلة. واتهمت الأميرة والدها الشيخ محمد باحتجازها "رهينة". كما أدلت بتفاصيل عن اختطافها، حيث خدرت وإعادتها بواسطة جنود إماراتيين على متن قارب ثم على متن طائرة خاصة. وقالت لطيفة إنها تخشى على حياتها، واشتكت من التعب الشديد الذي تشعر به في الحبس الانفرادي دون أي مساعدة طبية أو قانونية.
ودفع نشر الفيلم الوثائقي الأمم المتحدة إلى التدخل في الأمر، حيث وجهت المنظمة أسئلة إلى دولة الإمارات العربية المتحدة بشأن الأميرة لطيفة، وطلبت منها إثبات أنها على قيد الحياة.

## برنامج متأثر بالأجهزة الأمنية
في ديسمبر 2011، كشف عن أن المدير العام السابق لهيئة الإذاعة البريطانية السير إيان تريثوان قد التقى في عام 1981 مع رؤساء جهاز المخابرات البريطاني وجهاز الاستخبارات السرية بشأن حلقة من برنامج بانوراما تتناول أجهزة الأمن. وقد عرض تسجيلاً مصوراً للبرنامج الأصلي على برنارد شيلدون، المستشار القانوني لجهاز الاستخبارات الداخلية البريطاني (MI5)،  الذي اقترح إجراء تخفيضات على البرنامج. وطلب تريثوان من رئيس أخبار هيئة الإذاعة البريطانية تقليص البرنامج إلى نصف طوله، بما في ذلك التخفيضات التي اقترحها جهاز الاستخبارات البريطاني.

## الجدولة
لقد كان تحديد موعد عرض برنامج بانوراما منذ ثمانينيات القرن العشرين موضوعًا للنقاش والجدل في وسائل الإعلام، وذلك بسبب واجبات هيئة الإذاعة البريطانية في تقديم برامج ترفيهية تجذب جمهورًا عريضًا من ناحية، وصحافة جادة قد يكون لها جمهور أضيق من ناحية أخرى. في فبراير 1985، مع مشاهدة البرنامج من قبل جمهور متوسط يبلغ 3.5 مليون فقط مليون مشاهد، قام مدير قناة بي بي سي وان مايكل جريد بنقل البرنامج من وقت الذروة التقليدي إلى الساعة 8.10 الفترة المسائية في أيام الإثنين تعود إلى الساعة 9.30 مساءً مساءًا، بعد نشرة أخبار الساعة التاسعة. على الرغم من الاحتجاجات العديدة حول هذه الخطوة في وسائل الإعلام، ظلت بانوراما في هذه الفتحة حتى عام 1997، على الرغم من أن اثنين من خلفاء جريد، آلان ينتوب ومايكل جاكسون، كانا معروفين بعدم سعادتهما ببث 70 دقيقة متواصلة من الأخبار من 9 مساءا. في مايو 1997، قام القائم بأعمال مراقب قناة بي بي سي، مارك تومسون، بتأخير بث قناة بانوراما نصف ساعة إلى العاشرة. رئيس الوزراء، لإفساح المجال للمسلسل الكوميدي طيور من نفس النوع، الذي فتح الباب أمام انتقادات لهيئة الإذاعة البريطانية بأنها تهمش المحتوى الجاد لصالح البرامج الأخف وزناً.
في عام 2000، نقل البرنامج مرة أخرى، بسبب نقل أخبار بي بي سي من الساعة 9 مساءً إلى الموعد التالي. نقل برنامج بانوراما إلى ليالي الأحد، بعد نشرة الأخبار، والتي عادة ما يتم عرضها في حوالي الساعة 10.15مساء، وصفه بعض النقاد بأنه "فتحة مقبرة". كما قلصت عدد الإصدارات التي إصدرت سنويًا، مما أثار انتقادات الصحافة لهيئة الإذاعة البريطانية بشكل عام ومديرها العام جريج دايك بشكل خاص، حيث كان دايك هو القوة الدافعة وراء تغييرات الجدول الزمني. دافعت لورين هيجيسي، مديرة البث الجديدة لقناة بي بي سي وان، عن هذه الخطوة، مدعية أن جمهور البرنامج كان "سيقل" لو ظل يبث في ليالي الاثنين.
في يناير 2007، نقل خليفة هيجيسي، بيتر فينشام، برنامج بانوراما من ليالي الأحد إلى وقت الذروة مساء الاثنين في الساعة 8.30 مساءً، مع تقليص مدته إلى نصف ساعة. وكان هذا القرار على الأقل جزئيًا استجابة لمطالبة من مجلس محافظي هيئة الإذاعة البريطانية للقناة بعرض المزيد من برامج الشؤون الجارية خلال وقت الذروة.

## إرث
توجد سلسلة من نصوص بانوراما، التي يرجع تاريخها إلى الفترة ما بين 1958 و1961، في المكتبة البريطانية. يمكن الوصول إلى الأوراق من خلال كتالوج المكتبة البريطانية.

## روابط خارجية
- السيانتولوجيا وأنا: نص، بانوراما، أخبار بي بي سي، 11 مايو 2007